# Bassia monticola
Bassia monticola là loài thực vật có hoa thuộc họ Dền. Loài này được (Boiss.) Kuntze mô tả khoa học đầu tiên năm 1891.